# Don Schlundt
Don Schlundt (South Bend, 15 marzo 1933 – Indianapolis, 10 ottobre 1985) è stato un cestista statunitense.

## Carriera
Dal 1951 al 1955 ha giocato negli Indiana Hoosiers, con cui ha vinto il titolo NCAA 1953: in finale realizzò 30 punti nella vittoria 69-68 contro i Kansas Jayhawks. Nell'arco delle sue 4 stagioni con gli Hoosiers ha messo a referto 2.192 punti totali, ha collezionato 860 rimbalzi e ha realizzato 826 tiri liberi. È sempre stato il miglior realizzatore della squadra ed è stato nominato tre volte All-American (1953, 1954 e 1955). Oltre al titolo NCAA, ha vinto la Big Ten Conference nel 1953 e nel 1954.
Terminata l'esperienza universitaria venne selezionato al Draft NBA 1955 dai Syracuse Nationals come 16ª scelta assoluta; tuttavia Schlundt preferì non continuare la carriera cestistica, decidendo così di ritirarsi.
Nel 1982 è stato inserito nell'Indiana Hall of Fame. È morto di cancro nel 1985.

## Palmarès
- Campione NCAA: 1953
- All-American: 1953, 1954, 1955